# Teoría del campo polimérico
Una teoría del campo polimérico es una teoría del campo estadístico que describe el comportamiento estadístico de un sistema polimérico neutro o cargado.  Se puede derivar transformando la función de partición de su representación integral multidimensional estándar sobre los grados de libertad de la partícula en una representación integral funcional sobre una función de campo auxiliar, utilizando la transformación de Hubbard-Stratonovich o la transformación delta-funcional.  Se ha demostrado que las simulaciones por computadora basadas en teorías de campo de polímeros brindan resultados útiles, por ejemplo, para calcular las estructuras y propiedades de las soluciones de polímeros (Baeurle 2007, Schmid 1998), polímeros fundidos (Schmid 1998, Matsen 2002, Fredrickson 2002) y termoplásticos (Baeurle 2006). 

## Conjunto canónico

### Representación partícula de la función de partición canónica
El modelo continuo estándar de polímeros flexibles, presentado por Edwards (Edwards 1965), trata una solución compuesta de {\displaystyle n}los homopolímeros monodispersos lineales como un sistema de polímeros de grano grueso, en los cuales la mecánica estadística de las cadenas se describe mediante el modelo de hilo gaussiano continuo (Baeurle 2007) y el solvente se tiene en cuenta de manera implícita.  El modelo de hilo gaussiano puede considerarse como el límite continuo del modelo de cadena gaussiana discreta, en el que los polímeros se describen como filamentos continuos, linealmente elásticos.  La función de partición canónica de dicho sistema, mantenida a una temperatura inversa  {\displaystyle \beta =1/k_{B}T}y confinado en un volumen  {\displaystyle V}, se puede expresar como 
{\displaystyle Z(n,V,\beta )={\frac {1}{n!(\lambda _{T}^{3})^{nN}}}\prod _{j=1}^{n}\int D\mathbf {r} _{j}\exp \left(-\beta \Phi _{0}\left[\mathbf {r} \right]-\beta {\bar {\Phi }}\left[\mathbf {r} \right]\right),\qquad (1)}
donde {\displaystyle {\bar {\Phi }}\left[\mathbf {r} \right]}es el potencial de la fuerza media dada por, 
{\displaystyle {\bar {\Phi }}\left[\mathbf {r} \right]={\frac {N^{2}}{2}}\sum _{j=1}^{n}\sum _{k=1}^{n}\int _{0}^{1}ds\int _{0}^{1}ds'{\bar {\Phi }}\left(\left|\mathbf {r} _{j}(s)-\mathbf {r} _{k}(s')\right|\right)-{\frac {1}{2}}nN{\bar {\Phi }}(0),\qquad (2)}
representando las interacciones no unidas mediadas por solventes entre los segmentos, mientras que  {\displaystyle \Phi _{0}[\mathbf {r} ]}representa la energía de unión armónica de las cadenas. El último aporte energético se puede formular como 
{\displaystyle \Phi _{0}[\mathbf {r} ]={\frac {3k_{B}T}{2Nb^{2}}}\sum _{l=1}^{n}\int _{0}^{1}ds\left|{\frac {d\mathbf {r} _{l}(s)}{ds}}\right|^{2},}
donde {\displaystyle b}es la longitud del segmento estadístico y {\displaystyle N}el índice de polimerización. 

### Transformación teórica de campo
Para derivar la representación teórica de campo básica de la función de partición canónica, se introduce en el siguiente operador de densidad de segmento del sistema de polímero 
{\displaystyle {\hat {\rho }}(\mathbf {r} )=N\sum _{j=1}^{n}\int _{0}^{1}ds\delta \left(\mathbf {r} -\mathbf {r} _{j}(s)\right).}
Usando esta definición, uno puede reescribir Eq. (2) como 
{\displaystyle {\bar {\Phi }}\left[\mathbf {r} \right]={\frac {1}{2}}\int d\mathbf {r} \int d\mathbf {r} '{\hat {\rho }}(\mathbf {r} ){\bar {\Phi }}(\left|\mathbf {r} -\mathbf {r} '\right|){\hat {\rho }}(\mathbf {r} ')-{\frac {1}{2}}nN{\bar {\Phi }}(0).\qquad (3)}
A continuación, uno convierte el modelo en una teoría de campo haciendo uso de la transformación Hubbard-Stratonovich o transformación delta-funcional. 
{\displaystyle \int D\rho \;\delta \left[\rho -{\hat {\rho }}\right]F\left[\rho \right]=F\left[{\hat {\rho }}\right],\qquad (4)}
donde  {\displaystyle \delta \left[\rho -{\hat {\rho }}\right]}es el delta funcional dado por 
{\displaystyle \delta \left[\rho -{\hat {\rho }}\right]=\int Dwe^{i\int d\mathbf {r} w(\mathbf {r} )\left[\rho (\mathbf {r} )-{\hat {\rho }}(\mathbf {r} )\right]},\qquad (5)}
con  {\displaystyle w(\mathbf {r} )=\sum \nolimits _{\mathbf {G} }w(\mathbf {G} )\exp \left[i\mathbf {G} \mathbf {r} \right]}representando la función de campo auxiliar.  Aquí notamos que, expandir la función de campo en una serie de Fourier, implica que las condiciones de límites periódicas se aplican en todas las direcciones y que {\displaystyle \mathbf {G} }-vectores designan los vectores de red recíproca de la supercélula. 

### Representación teórica de campo básica de la función de partición canónica
Usando las ecuaciones (3), (4) y (5), podemos refundir la función de partición canónica en la ecuación (1) en la representación teórica de campo, que conduce a 
{\displaystyle Z(n,V,\beta )=Z_{0}\int Dw\exp \left[-{\frac {1}{2\beta V^{2}}}\int d\mathbf {r} d\mathbf {r} 'w(\mathbf {r} ){\bar {\Phi }}^{-1}(\mathbf {r} -\mathbf {r} ')w(\mathbf {r} ')\right]Q^{n}[iw],\qquad (6)}
donde 
{\displaystyle Z_{0}={\frac {1}{n!}}\left({\frac {\exp \left(\beta /2N{\bar {\Phi }}(0)\right)Z'}{\lambda ^{3N}(T)}}\right)^{n}}
puede interpretarse como la función de partición para un gas ideal de polímeros que no interactúan y 
{\displaystyle Z'=\int D\mathbf {R} \exp \left[-\beta U_{0}(\mathbf {R} )\right]\qquad (7)}
es la ruta integral de un polímero libre en un campo cero con energía elástica 
{\displaystyle U_{0}[\mathbf {R} ]={\frac {k_{B}T}{4R_{g0}^{2}}}\int _{0}^{1}ds\left|{\frac {d\mathbf {R} (s)}{ds}}\right|^{2}.}
En esta última ecuación, el radio de giro de una cadena no perturbado  {\displaystyle R_{g0}={\sqrt {Nb^{2}/(6)}}}.  Además, en la ec. (6) la función de partición de un solo polímero, sometida al campo {\displaystyle w(\mathbf {R} )}, es dado por 
{\displaystyle Q[iw]={\frac {\int D\mathbf {R} \exp \left[-\beta U_{0}[\mathbf {R} ]-iN\int _{0}^{1}ds\;w(\mathbf {R} (s))\right]}{\int D\mathbf {R} \exp \left[-\beta U_{0}[\mathbf {R} ]\right]}}.\qquad (8)}

## Gran conjunto canónico

### Representación teórica de campo básica de la gran función de partición canónica
Para derivar la gran función de partición canónica, usamos su relación termodinámica estándar con la función de partición canónica, dada por 
{\displaystyle \Xi (\mu ,V,\beta )=\sum _{n=0}^{\infty }e^{\beta \mu n}Z(n,V,\beta ),}
donde {\displaystyle \mu }es el potencial químico y {\displaystyle Z(n,V,\beta )}está dada por la ec. (6).  Al realizar la suma, esto proporciona la representación teórica de campo de la gran función de partición canónica, 
{\displaystyle \Xi (\xi ,V,\beta )=\gamma _{\bar {\Phi }}\int Dw\exp \left[-S[w]\right],}
donde 
{\displaystyle S[w]={\frac {1}{2\beta V^{2}}}\int d\mathbf {r} d\mathbf {r} 'w(\mathbf {r} ){\bar {\Phi }}^{-1}(\mathbf {r} -\mathbf {r} ')w(\mathbf {r} ')-\xi Q[iw]}
Es la gran acción canónica con {\displaystyle Q[iw]}definida por la ec. (8) y la constante 
{\displaystyle \gamma _{\bar {\Phi }}={\frac {1}{\sqrt {2}}}\prod _{\mathbf {G} }\left({\frac {1}{\pi \beta {\bar {\Phi }}(\mathbf {G} )}}\right)^{1/2}.}
Además, el parámetro relacionado con el potencial químico está dado por 
{\displaystyle \xi ={\frac {\exp \left(\beta \mu +\beta /2N{\bar {\Phi }}(0)\right)Z'}{\lambda ^{3N}(T)}},}
donde {\displaystyle Z'}es proporcionado por la ec. (7). 

## Aproximación del campo medio
Una estrategia de aproximación estándar para las teorías de campo de polímeros es la aproximación de campo medio (MF), que consiste en reemplazar el término de interacción de muchos cuerpos en la acción por un término en el que todos los cuerpos del sistema interactúan con un campo efectivo promedio.  Este enfoque reduce cualquier problema de varios cuerpos en un problema eficaz de un solo cuerpo al suponer que la función de partición integral del modelo está dominada por una única configuración de campo.  Un beneficio importante de resolver problemas con la aproximación de MF, o su implementación numérica comúnmente conocida como teoría de campo autoconsistente (SCFT), es que a menudo proporciona información útil sobre las propiedades y el comportamiento de sistemas complejos de muchos cuerpos a relativamente bajo costo computacional.  Se pueden encontrar aplicaciones exitosas de esta estrategia de aproximación para varios sistemas de polímeros y fluidos complejos, como, por ejemplo , copolímeros de bloques fuertemente segregados de alto peso molecular, soluciones de polímeros neutros altamente concentrados o soluciones de polielectrolito en bloques (PE) altamente concentradas (Schmid 1998, Matsen 2002, Fredrickson 2002).  Sin embargo, hay una multitud de casos en los que SCFT proporciona resultados inexactos o incluso cualitativamente incorrectos (Baeurle 2006a).  Comprenden soluciones de polímero neutro o polielectrolito en regímenes de concentración diluida y semidiluida, copolímeros de bloque cerca de su transición del orden de desorden, mezclas de polímeros cerca de sus transiciones de fase, etc.  En tales situaciones, la función de partición integral que define el modelo de teoría de campo no está completamente dominada por una única configuración de MF y las configuraciones de campo distantes de ella pueden hacer contribuciones importantes, que requieren el uso de técnicas de cálculo más sofisticadas más allá del nivel de aproximación de MF. 

## Correcciones de orden superior
Una posibilidad de enfrentar el problema es calcular correcciones de orden superior a la aproximación MF.  Tsonchev et al. desarrolló una estrategia de este tipo que incluye correcciones de fluctuaciones de orden líderes (un ciclo), que permitieron obtener nuevos conocimientos sobre la física de las soluciones de PE confinadas (Tsonchev 1999).  Sin embargo, en situaciones en las que la aproximación de MF es mala, son necesarias muchas correcciones de orden superior a la integral que requieren una gran demanda computacional para obtener la precisión deseada. 

## Técnicas de renormalización
Una herramienta teórica alternativa para hacer frente a las fuertes fluctuaciones que se presentan en las teorías de campo se proporcionó a finales de la década de 1940 mediante el concepto de renormalización , que originalmente se diseñó para calcular las integrales funcionales que surgen en las teorías de campos cuánticos (QFT).  En QFT, una estrategia de aproximación estándar es expandir las integrales funcionales en una serie de potencias en la constante de acoplamiento utilizando la teoría de la perturbación .  Desafortunadamente, en general, la mayoría de los términos de expansión resultan ser infinitos, lo que hace que estos cálculos no sean prácticos ( Shirkov 2001).  Una forma de eliminar los infinitos de los QFT es hacer uso del concepto de renormalización (Baeurle 2007).  Consiste principalmente en reemplazar los valores básicos de los parámetros de acoplamiento, como p. Ej. Cargas eléctricas o masas, por parámetros de acoplamiento renormalizados y exigir que las cantidades físicas no cambien en esta transformación, lo que lleva a términos finitos en la expansión de la perturbación.  Una imagen física simple del procedimiento de renormalización se puede extraer del ejemplo de una carga eléctrica clásica, {\displaystyle Q}, insertado en un medio polarizable, como en una solución de electrolito.  A una distancia  {\displaystyle r} a partir de la carga debida a la polarización del medio, su campo Coulomb dependerá efectivamente de una función {\displaystyle Q(r)}, es decir, la carga efectiva (renormalizada), en lugar de la carga eléctrica desnuda,  {\displaystyle Q}. A principios de la década de 1970, KG Wilson fue pionero en el poder de los conceptos de renormalización al desarrollar el formalismo de la teoría del grupo de renormalización (RG) para investigar los fenómenos críticos de los sistemas estadísticos (Wilson, 1971). 

### La teoría de grupos de renormalización
La teoría de RG hace uso de una serie de transformaciones de RG, cada una de las cuales consiste en un paso de grano grueso seguido de un cambio de escala (Wilson 1974). En el caso de problemas estadísticos y mecánicos, los pasos se implementan eliminando y reajustando sucesivamente los grados de libertad en la suma de partición o integral que define el modelo en cuestión. De Gennes usó esta estrategia para establecer una analogía entre el comportamiento del modelo de vector clásico de cero componente de ferromagnetismo cerca de la transición de fase y un recorrido aleatorio auto-evitable de una cadena de polímero de longitud infinita en una red, para calcular el volumen excluido del polímero. Exponentes (de Gennes 1972).  Adaptar este concepto a las integrales funcionales de la teoría de campos implica estudiar de manera sistemática cómo cambia un modelo de teoría de campos mientras se elimina y reescala un cierto número de grados de libertad respecto de la función de partición integral (Wilson 1974). 

### Renormalización de Hartree
Un enfoque alternativo se conoce como la aproximación de Hartree o la aproximación autoconsistente de un bucle (Amit 1984). Aprovecha las correcciones de fluctuación gaussianas al {\displaystyle 0^{th}}-ordenar la contribución de MF, para volver a normalizar los parámetros del modelo y extraer de manera autoconsistente la escala de longitud dominante de las fluctuaciones de concentración en los regímenes de concentración crítica. 

### Renormalización Tadpole
En un trabajo más reciente, Efimov y Nogovitsin demostraron que una técnica de renormalización alternativa que se origina a partir de QFT, basada en el concepto de renormalización de renacuajos , puede ser un enfoque muy efectivo para calcular integrales funcionales que surgen en la mecánica estadística de los sistemas clásicos de muchas partículas (Efimov 1996). Demostraron que las principales contribuciones a las integrales clásicas de la función de partición las proporcionan los diagramas de Feynman de tipo renacuajo de orden bajo, que representan contribuciones divergentes debido a la auto-interacción de las partículas. El procedimiento de renormalización realizado en este enfoque afecta la contribución de auto-interacción de una carga (como, por ejemplo, un electrón o un ion), como resultado de la polarización estática inducida en el vacío debido a la presencia de esa carga (Baeurle 2007). Como lo demuestran Efimov y Ganbold en un trabajo anterior (Efimov 1991), el procedimiento de renormalización de renacuajos puede emplearse de manera muy efectiva para eliminar las divergencias de la acción de la representación teórica de campo básica de la función de partición y conduce a una alternativa funcional funcional integral. Representación, llamada la representación equivalente gaussiana (GER). Mostraron que el procedimiento proporciona integrales funcionales con propiedades de convergencia significativamente mejoradas para los cálculos de perturbación analítica.  En trabajos posteriores, Baeurle et al. desarrolló métodos efectivos de aproximación de bajo costo basados en el procedimiento de renormalización de renacuajos, que han demostrado ofrecer resultados útiles para el polímero prototípico y las soluciones de PE (Baeurle 2006a, Baeurle 2006b, Baeurle 2007a). 

## Simulación numérica
Otra posibilidad es usar los algoritmos de Monte Carlo (MC) y muestrear la función de partición completa integral en la formulación de la teoría de campo. El procedimiento resultante se denomina simulación teórica de campo de polímeros . Sin embargo, en un trabajo reciente, Baeurle demostró que el muestreo de MC junto con la representación básica de la teoría de campo es impracticable debido al llamado problema de signo numérico (Baeurle 2002). La dificultad está relacionada con la naturaleza compleja y oscilatoria de la función de distribución resultante, que causa una mala convergencia estadística de los promedios de conjunto de las cantidades termodinámicas y estructurales deseadas. En tales casos, se necesitan técnicas analíticas y numéricas especiales para acelerar la convergencia estadística (Baeurle 2003, Baeurle 2003a, Baeurle 2004). 

### Representación del campo medio
Para hacer que la metodología fuera susceptible de computación, Baeurle propuso cambiar el contorno de integración de la función de partición integral a través de la solución homogénea de MF utilizando el teorema integral de Cauchy , proporcionando la denominada representación de campo medio. Esta estrategia fue previamente empleada con éxito por Baer et al. en los cálculos de la estructura electrónica de la teoría de campo (Baer 1998).  Baeurle pudo demostrar que esta técnica proporciona una aceleración significativa de la convergencia estadística de los promedios de conjunto en el procedimiento de muestreo de MC (Baeurle 2002, Baeurle 2002a). 

### Representación equivalente gaussiana
En trabajos posteriores, Baeurle et al. (Baeurle 2002, Baeurle 2002a, Baeurle 2003, Baeurle 2003a, Baeurle 2004) aplicó el concepto de renormalización de renacuajos, lo que llevó a la representación gaussiana de la función de partición integral, junto con técnicas avanzadas de MC en el gran conjunto canónico.  Podrían demostrar de manera convincente que esta estrategia proporciona un impulso adicional en la convergencia estadística de los promedios de conjunto deseados (Baeurle 2002). 